# Geomys breviceps
Geomys breviceps là một loài động vật có vú trong họ Chuột nang, bộ Gặm nhấm. Loài này được Baird mô tả năm 1855.